# フレッシュハウス
株式会社フレッシュハウス（英文社名：FRESHHOUSE Co.,Ltd.）は、神奈川県横浜市に本社を置く住宅のリフォームおよびリノベーションを行う企業である。2024年7月アークホーム株式会社の子会社となっている。

## 概要
フレッシュハウスは、首都圏を中心に愛知県、福岡県など1都7県に28店舗を展開するリフォーム会社。創業以来の累計工事件数は約15万件（2023年3月までの実績）。
住宅リフォーム会社（専業系）としては業界第6位の売上高（2022年度）。神奈川県内に本社を置く住宅リフォーム会社（専業系）としては17年連続で売上高第1位（2022年度）。リクルートが出資するリフォーム紹介ウェブサイトの最大手「ホームプロ」の加盟店ランキング（2022年度成約金額および成約数）では東日本第1位となっている。

## 沿革
- 1995年7月 神奈川県平塚市において、有限会社フレッシュハウス設立
- 1997年7月 株式会社に改組
- 2003年1月 本社移転
- 2014年9月 スタジオ表記の店舗名称をショールームに変更
- 2015年4月 損保ジャパン日本興亜ホールディングス株式会社（現・SOMPOホールディングス株式会社）が株式の66％を取得し子会社化[6]

## 免許
出典
- 建設業　国土交通大臣許可（般-3）第21488号
- 一級建築士事務所　神奈川県知事登録 第12694号
- 宅地建物取引業　神奈川県知事（3） 第26880号

## 加盟団体
出典
- 一般社団法人日本住宅リフォーム産業協会（JERCO）
- 住宅保証機構株式会社
- 一般社団法人リノベーション協議会
- 日本木造住宅耐震補強事業者協同組合
- TOTOリモデルクラブ
- トクラスリフォームクラブ
- リクシルリフォームネット
- 神奈川県経営者福利振興会指定業社
- 株式会社日本住宅保証検査機構